# Euxoa marmorosa
Euxoa marmorosa là một loài bướm đêm trong họ Noctuidae.